# Alberto Bertuccelli
Alberto Bertuccelli (ur. 14 stycznia 1924 w Viareggio, zm. 15 sierpnia 2002) – włoski piłkarz, występujący na pozycji obrońcy.
Z zespołem Juventusu dwukrotnie zdobył mistrzostwo Włoch (1950, 1952). W latach 1949–1952 rozegrał 6 meczów w reprezentacji Włoch.